# Michael Gärtner (Theologe)
Michael Gärtner (* 21. April 1955 in Hamburg) ist ein deutscher evangelischer Theologe und Schriftsteller. Er war von 2012 bis 2019 Oberkirchenrat sowie von 2016 bis 2019 stellvertretender Kirchenpräsident der Evangelischen Kirche der Pfalz.

## Leben
Gärtner wurde 1955 in Hamburg geboren, er studierte evangelische Theologie in Wuppertal und Heidelberg. Danach promovierte er 1985 über die Familienerziehung in der frühen Kirche (Siehe Bücher). Nach seiner Ordination war er zunächst Religionslehrer am Herzog-Wolfgang-Gymnasium in Zweibrücken, später wurde er Gemeindepfarrer, zuletzt in Ludwigshafen-Oggersheim. Ab 1995 war Gärtner Dekan des Dekanats Ludwigshafen, bis er 2012 von der Landessynode zum Oberkirchenrat für Religionsunterricht, Schule und Universitäten, Erwachsenenbildung und Friedens- und Umweltfragen gewählt wurde.  Zusätzlich war er ab 2016 stellvertretender Kirchenpräsident der Evangelischen Landeskirche der Pfalz. 2019 ging er in den Ruhestand, seine Nachfolgerin wurde Dorothee Wüst.
Seitdem widmet Michael Gärtner sich seinen Enkeln und dem Schreiben, insbesondere verfasst er historische Romane und Lokalkrimis. Bereits mehrere seiner Bücher standen auf der lokalen Bestsellerliste.

## Bücher

### Krimis und Geschichten
- Die Schmiedin von Treveris. Michael Weyand, 2021, ISBN 978-3-942429-68-9.
- Mascara: Ein Felsenland Krimi. BoD, 2021, ISBN 978-3-7543-4677-8.
- Maimont. Wellhöfer Verlag, 2020, ISBN 978-3-95428-268-5.
- Die Basilika: Vier Erzählungen. BoD, 2020, ISBN 978-3-7526-4808-9.
- Tertullian. Der Roman. BoD, 2020, ISBN 978-3-7526-4281-0.

### Theologische und kirchenwissenschaftliche Arbeiten (Auswahl)
- Die Familienerziehung in der Alten Kirche. Böhlau Verlag Wien Köln, 1985, ISBN 978-3-412-06185-2.
- Zwischen Himmel und Erde : ein Gespräch über die Zukunft der Kirche. Speyer: Evang. Presseverlag, 1994.